# Галочкин, Валентин Андреевич
Галочкин Валентин Андреевич (22 ноября 1928, Днепропетровск, УССР — 3 ноября 2006, Москва, Россия) — советский (российский, украинский) скульптор.

## Биография
Родился 22 ноября 1928 года в Днепропетровске (УССР). Отец, Галочкин Андрей Андреевич, украинец (в советском паспорте: русский), был родом из Калужской области, работал директором столовой, позже — лепщиком и бригадиром форматоров. Мать, Либерман Голда Горховна (в советском паспорте: Ольга Григорьевна), еврейка, родилась в г. Чигирине (Украина), работала бухгалтером.
В 1941, во время Второй мировой войны семья Галочкиных была эвакуирована в Краснодарский край, затем в Узбекистан, а в 1944 г. вернулась в Днепропетровск. С 1944 по 1949 г. Валентин Галочкин обучался в Художественном училище Днепропетровска, в том числе у профессора Жирадкова. С 1949 по 1955 г. учился в Киевском художественном институте на факультете скульптуры. Большое влияние на него оказал профессор Макс Исаевич Гельманн.
Дипломная выпускная работа «Сталевар» (1956) была отлита в бронзе за счет института, в том же году приобретена Министерством культуры и выставлена в Государственном художественном музее г. Львова (Украина). Галочкина сразу после окончания института назначили главным художником Киевского скульптурного комбината, на этой должности он остался до 1959 года.
За работу «Хиросима» (1957) Галочкин в 29 лет был представлен к Ленинской премии, однако премия в 1957 г. была присуждена 83-летнему С. Коненкову.
В 1968 г. Валентин Галочкин стал лауреатом премии Венского фестиваля молодых художников. В 1960-х и 1970-х гг. совершил несколько поездок в Великобританию, Францию, Египет и Грецию.
В 1986 г. в связи с аварией на Чернобыльской АЭС скульптор вместе с семьей переехал из Киева в Москву. В 1999 г. эмигрировал в Германию, жил в Висмаре, с 2002 г. — в Гамбурге. Умер от инфаркта 3 ноября 2006 г. во время поездки в Россию, в Москве. Похоронен на Нахабинском кладбище 8 ноября 2006 г.
В.Галочкин был женат 3 раза. Первый брак (1958 г.) с Юлией Укадер (советский украинский скульптор, 1923—2008). Дочь от первого брака — Татьяна Галочкина (живописец). Второй брак (1978 г.) с Аленой Бокшицкой (киновед, 1948—1994). Дочь от второго брака — Анна Бокшицкая (журналист). Третий брак (1980 г.) с Лидией Галочкиной, урожд. Абраменко (художник, писатель, род. 1956). Сыновья от третьего брака — Игорь Галочкин (разработчик игр) и Андрей Галкин (программист). В.Галочкин занимался спортом, был мастером спорта по плаванию и волейболу, увлекался охотой и рыбной ловлей.

## Художественный стиль
Ранние работы, в том числе выпускная дипломная работа «Сталевар» (1956) выполнены в стиле социалистического реализма, в традициях Мухиной, Шадра, Меркурова.
Первая крупная работа «Хиросима» (1957), принесшая Галочкину известность в СССР, посвящена жертвам атомной бомбардировки города Хиросима во Второй мировой войне. «Хиросима» выражает протест скульптора против атомного оружия и войны, призыв к человечности.
- "Сталевар", 1956
- "Хиросима", 1957
- "В.И.Ленин", 1960

C 1957 по 1991 гг. Галочкин выполняет десятки парадных памятников и бюстов В. И. Ленина и других политических деятелей СССР. Однако скульптор никогда не воспринимал эти государственные заказы, служащие целям пропаганды, как творческую работу. Галочкин в самом начале своего творческого пути разочаровался и в художественных принципах социалистического реализма. В своем творческом поиске он ориентируется на искусство Западной Европы и США, изучает творчество Генри Мура, Цадкина, Модильяни, Бурделя, Майоля и др.
Постепенно он приходит своему собственному видению формы и скульптуры. Форма не обязательно должна следовать за натурой и реалистически подражать ей. Она должна, прежде всего, быть красивой, создавать интересные ажуры и сочетание полутонов на своей поверхности. Галочкин воспринимает скульптуру как множество силуэтов, которые образует окружающий скульптуру воздух. С любого ракурса скульптура должна иметь интересный контур.
Ряд монументальных работ Галочкина посвящён теме Второй мировой войны. Однако видение войны художником, пережившим эвакуацию и смерть родных и близких, было далеко от официальной коммунистической пропаганды. Вместо бодро шагающих солдат и вождей в парадных позах скульптор изображал страдания и скорбь, которые приносит война народу, каждому человеку.
Работа «Уходящий на фронт» 1957 г., вырубленная из куска дерева, показывает последний страстный поцелуй солдата, прощающегося с женой. В памятнике «Жертва» 1964 г. фигуру человека образует разлом в камне, как будто образовавшийся от взрыва снаряда. Исчезнувшего человека показывает его след, силуэт в воздухе. Памятник жертвам Бабьего Яра (рабочее название — «Насилие») 1964 г. — беременная женщина, рассеченная надвое, страшный символ массовых расстрелов евреев. Памятник «Вдовы» 1975 г. изображает старую и молодую женщину (мать и жену), вечно держащих каску погибшего солдата. В работе «Врата скорби» 1976 г. две «женщины оплакивают тяжкую потерю, подобно атлантам». «Памятник сожженному селу» 1979 г. — девочка, стоящая в языках пламени.
- "Уходящий на фронт", 1957
- "Жертва", 1964
- "Бабий Яр", 1964

- "Вдовы", 1975
- "Врата скорби", 1976
- "Памятник сожженному селу", 1976

Основной темой станковых работ скульптора была женская фигура и женский торс. Множество этюдов и работ, изображающих женскую фигуру в реалистической манере, было утрачено. Галочкин постепенно от реалистического изображения обнаженного тела переходит ко все большей символичности. В работах «Королева» 1965 г., «Река» 1970 г., «Виолончелистка» 1975 г. женская фигура стилизуется, превращается в игру силуэтов, объёмов и «рисунков воздуха».
- "Русалка", 1975
- Этюд ("Рабство"), 1965
- Этюд ("Весна"), 1975

- "Королева", 1965
- "Река", 1970
- "Виолончелистка", 1975

Особое значение в творчестве Галочкина приобретает геометрическая фигура эллипс, в котором скульптор видит основу композиции и «стремление к гармонии». «Торсы» 1969 и 1975 гг. приближают женский торс к эллипсам, превращаются в напряженные, гармоничные и сбалансированные формы.
- "Согнутый торс", 1969
- "Торс", 1975
- "Торсы", 1975

По проекту скульптора В. А. Галочкина и архитектора Н. В. Дашевского в Евпатории на мемориальном комплексе «Красная горка» воздвигнут памятник, изображающий советского воина, возлагающего венок на братскую могилу.